# Оде-де-Сион, Василий Александрович

Отец Александр Карлович Оде-де-Сион, неизвестный художник, 1839

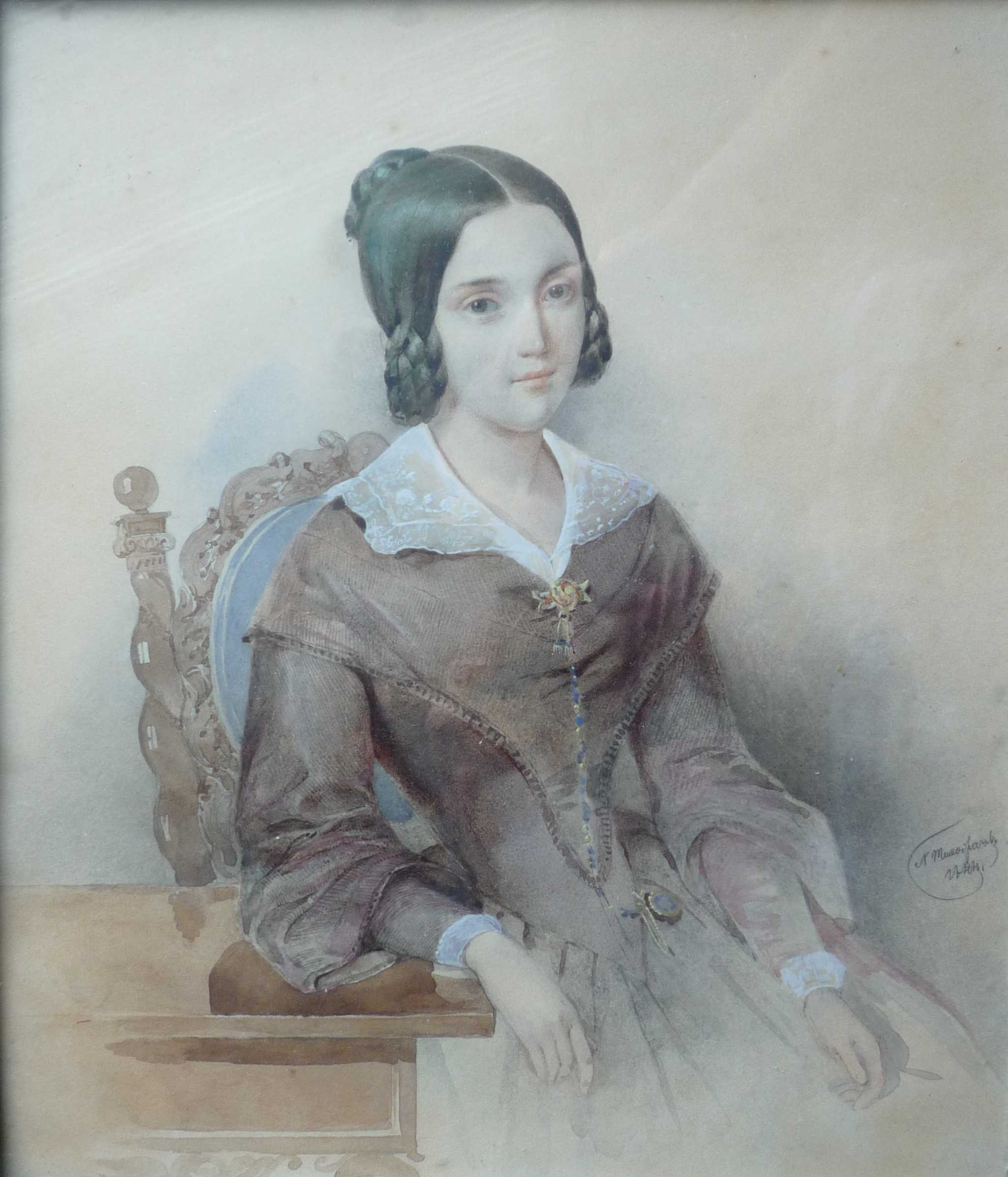
Мать Анна Васильевна Оде-де-Сион, художник Н. И. Тихобразов, 1844

Василий Александрович Оде́-де-Сио́н (рус. дореф. Оде-де-Сіонъ, фр. Audé de Sion; 1846, Новая Ладога, Санкт-Петербургская губерния — 10 [22] октября 1883, Курск) — кадровый офицер Русской императорской армии, участник Русско-турецкой войны 1877—1878 годов, поручик.
Известен как прототип персонажа романа Валентина Пикуля «Баязет».
Вероисповедание — православное.

## Биография

### Происхождение
Происходит из нетитулованного русского дворянского рода Оде-де-Сион, основанного его прадедом инспектором классов Пажеского корпуса генерал-майором Карлом Осиповичем Оде-де-Сионом (1758—1837), выходцем из Савойи, перешедшим в 1791 году в российское подданство. По материнской линии его прадедом был командующий Черноморской эскадрой вице-адмирал Алексей Андреевич Сарычев (1760—1827).

### Рождение, ранние годы
Василий Александрович Оде-де-Сион родился в 1846 году в семье окружного начальника палаты Государственных имуществ в Новоладожском уезде Санкт-Петербургской губернии коллежского секретаря Александра Карловича Оде-де-Сиона, ныне город Новая Ладога — административный центр Новоладожского городского поселения Волховского района Ленинградской области. Стал вторым из восьми детей от супруги, родовитой дворянки, Анны Васильевны. Его крёстным отцом — дядя матери генерал от артиллерии Алексей Илларионович Философов, воспитатель сыновей императора Николая I, а крёстной матерью была графиня Александра Андреевна Толстая, ставшая позднее камер-фрейлиной императрицы Марии Фёдоровны — дальняя родственница Сарычевых.
Отец католического вероисповедания, был выпускником Царскосельского лицея. Помимо государственной службы, он много сил и времени отдавал благотворительности — занимался попечением сирот и обездоленных. Благодаря активной деятельности на этом поприще, он обратил на себя внимание и снискал доверие великой княгини Елены Павловны, которая в 1853 году назначила его управляющим своего дворца в Ораниенбауме. Мать, православного вероисповедания, выросла на мызе своего деда Иллариона Никитича Философова Загвоздье (не сохранилась, территория находится вблизи деревни Весь Волховского района Ленинградской области), интеллектуала и ценителя искусства, у которого часто гостили известные живописцы. Благодаря такому окружению и усилиям своей матери Натальи Илларионовны, выпускницы Смольного института, Анна Васильевна отличалась высокой образованностью, художественным вкусом и безупречным воспитанием.
Детство Василия Александровича прошло в Ораниенбауме, где большая и дружная семья Оде-де-Сионов составляла цвет местной интеллигенции. С ними водил дружбу поэт Н. А. Некрасов, который с 1854 года, проводил лето на даче по соседству. В мае 1857 года отец внезапно скончался, и Анна Васильевна, беременная восьмым ребёнком, вынуждена была перебраться с семьей в родное Загвоздье. Мызой этой к тому времени владел генерал от артиллерии А. И. Философов, который всегда был готов помочь любимой племяннице, едва сводившей концы с концами на скромную вдовью пенсию, назначенную ей великой княгиней Еленой Павловной.
В 1858 году, благодаря поддержке всесильного дяди, Анне Васильевне удалось отправить Василия Александровича и его старшего брата Александра, которым уже исполнилось 12 лет и 13 лет, в Санкт-Петербург к надёжному гувернёру, чтобы подготовить мальчиков к гимназии.

### Начало военной службы
В 1866 году, чтобы поскорее завершить образование и облегчить нелёгкое материальное положение матери, вынужденной содержать его и брата в Санкт-Петербурге, Василий Александрович, воспользовался вступившими в силу изменениями, позволявшими дворянам без среднего образования поступать в юнкерские училища. Не окончив гимназии, он начал курс в Павловском военном училище. В 1868 году был выпущен по 1-му разряду подпоручиком в Санкт-Петербургский гренадерский короля Фридриха-Вильгельма III полк, расквартированный в Варшаве.
Его старшему брат Александру наоборот, довелось окончить годом позже гимназию, однако военную карьеру пришлось начинать рядовым-вольноопределяющимся, хотя обширные связи матери и позволили определить его в престижный лейб-гвардии Измайловский полк.
Устроив, таким образом, карьеру сыновей, Анна Васильевна занялась образованием дочерей. С помощью всесильного дяди-генерала Философова и родственников Толстых, она выхлопотала себе должность начальницы Института благородных девиц в Оренбурге, куда и переехала летом 1869 года из Загвоздья с дочерьми, ставшими воспитанницами этого учебного заведения.

### Вынужденная отставка
В январе 1870 года Василий Александрович внезапно прервал военную карьеру. Накануне у его матери обнаружилось опасное заболевание, для лечения ей было необходимо уехать надолго в Санкт-Петербург. Поэтому он вышел в отставку «по домашним обстоятельствам», чтобы взять на себя заботу о младших сёстрах, в то время ещё незамужних девицах, продолжавших образование в Оренбурге. Однако его поступок не встретил понимания со стороны родственников. Тем не менее, в октябре 1870 года он переехал из Варшавы в Оренбург с женой и новорождённой дочерью Анной. В чине губернского секретаря поступил на службу помощником столоначальника канцелярии генерал-губернатора генерала от артиллерии Н. А. Крыжановского. В октябре 1871 года повышен в должности до столоначальника канцелярии генерал-губернатора, а в ноябре его мать Анна Васильевна скончалась после операции в петербургской больнице Красовского. С января 1872 года Василий Александрович переведён на должность заведующего Усть-Уйской соляной заставой акцизного управления Оренбургской губернии. В августе 1873 года повышен в чине до коллежского секретаря.
В том же году в Оренбург приехал его старший брат Александр Александрович Оде-де-Сион, подпоручик, командированный из своего полка в отряд генерал-адъютанта Н. А. Верёвкина, который готовился к выступлению в Хивинский поход. Поучаствовав во множестве сражений, он вернулся героем с орденами, медалями, солидным денежным вознаграждением и остался служить на вновь завоеванных территориях — в Амударьинском отделе Туркестанского края, в относительной близости от семьи младшего брата и сестёр. Постоянно имея перед глазами пример его успешной военной карьеры, равно как и других молодых офицеров, повоевавших в Хиве, Василий Александрович не мог не тяготиться своей гражданской «долей» и строил планы возвращения а армию, когда судьба младших сестёр будет решена.

### Возобновление военной карьеры
Осуществить своё намерение ему удалось лишь в 1877 году, когда была объявлена война Турции, и множество русских людей отправились добровольцами освобождать Болгарию от османского ига. Не отставал от них и Василий Александрович — в мае того же года он был возвращён из отставки в прежнем звании подпоручик и направлен в 123-й Козловский пехотный полк. Прибыв в ноябре 1877 года к полку, принял участие в осаде Плевны и пленении армии Осман-паши.
Далее участвовал в броске через Балканске горы (Стара-Планина), осуществлённом в исключительно трудных зимних условиях 70-тысячным отрядом под командованием генерал-адъютанта Иосифа Владимировича Гурко, в результате которого 23 декабря 1877 года была занята София. 28—30 декабря находился в боях за Ново-Село. По взятии этого населённого пункта отряд выдвинулся на Филиппополь (ныне — Пловдив), на подступах к которому у села Марково 3—5 января 1878 года Василий Александрович участвовал в авангардных боях, рассеявших армию Сулейман-паши.
Проделав ещё несколько манёвров, его полк к концу января вернулся в село Марково где оставался на отдыхе, пока 20 февраля не был брошен против восставших в Родопских горах башибузуков. Василий Александрович участвовал во всех сражениях против инсургентов до полного их разгрома в конце мая 1878 годя. После этого вместе с полком был переброшен в Софию, где и находился до конца мая 1879 года, участвуя время от времени в манёврах в окрестностях города. Там же 23 января он был произведён в поручики. По окончании кампании выдвинулся вместе с полком в пределы Российской Империи и в июле 1879 года прибыл к месту постоянной дислокации в Курск.

### Последние годы, смерть
Русско-турецкая война, и особенно зимний рейд через Балканы, серьёзно подорвали его здоровье. Оставаясь на службе в полку, неоднократно тяжело заболевал, но всё же вылечивался. 
8 (20) октября 1883 года Василий Александрович Оде-де-Сион вновь заболел и через 2 дня, поздно вечером 10 (22) октября 1883 года  «внезапно от чахотки умер» у себя дома в городе Курске Курской губернии, ныне город — административный центр Курской области.

## Награды
- Светло-бронзовая медаль «В память русско-турецкой войны 1877—1878»[11].
- Крест «За переход через Дунай»», Соединённые княжества Молдавии и Валахии (Румыния), ноябрь 1879 года, за осаду и взятие Плевны,

## Семья и потомки
Во время службы в лейб-гвардии в Варшаве женился на Александре Анастасиевне Шакальской (католического вероисповедания). Там же июле 1870 года у них родилась дочь Анна, а 1876 году, уже в Оренбурге, — сын Николай. Оба ребёнка были крещены в православии.
В 1884 году, уже после смерти Василия Александровича, Дворянское собрание Санкт-Петербургской губернии удовлетворило прошение его вдовы о «сопричислении» её сына к дворянскому роду Оде-де-Сион. Вскоре Александра Анастасьевна вышла замуж за полковника Михаила Константиновича Жежеро и переехала с детьми к нему в Кременчуг.
Дочь — Анна Васильевна не смогла принять отчима, и тогда двоюродная тетка по отцу Ольга Алексеевна Философова, фрейлина императрицы Марии Фёдоровны, взяла её к себе в Санкт-Петербург воспитанницей. В дальнейшем она вышла замуж за В. П. Хрунова (1877—1969), выдающегося педагога, преподавателя естествознания и биологии в Раненбургских учебных заведениях, кавалера ордена Ленина. Умерла в 1952 году в Чаплыгине.
Сын же остался с матерью в Кременчуге, где позднее поступил на службу в Государственный контроль и стал эсперантистом. В 1903 году женился на Лидии Аполлинариевне, урождённой Пиглевской (1885—1954). Однако в 1914 году она вернулась к родителям в Иркутск, поступила там на военную службу акушеркой-фельдшером в Амурское казачье войско и в одиночестве воспитывала детей Александру и Алексея. Дальнейшая судьба Николая Васильевича неизвестна, предположительно он пропал без вести в годы Гражданской войны. Его бывшая жена, опасаясь красного террора, уничтожила документы, свидетельствующие о дворянском происхождении детей и изменила написание фамилии на Одедесион, которую с тех пор и носят их потомки.

## В литературе
Роман Валентина Пикуля «Баязет» заканчивается дуэлью главного героя поручика Андрея Карабанова с князем Унгерн-Витгенштейном. В роли секунданта князя фигурирует эпизодический персонаж — офицер по фамилии Оде-де-Сион, знаток и педантичный блюститель дуэльного кодекса:
Противник не дошел до предельной черты.
— Князь, — поморщился Оде де Сион, — как вам не стыдно?
Одним шагом Унгерн-Витгенштсйн вышел на барьер:
— Вот, можете убивать…
— Благодарю вас, — сказал Карабанов, и ему заметили, что он нарушил правила дуэльного кодекса: разговаривать с противником нельзя.

— Еще одно нарушение, — сказал Оде де Сион, — и вы теряете право на выстрел…
А кроме того, автор наделил его маленьким ростом:
…Клюгенау и его коллега, Оде де Сион, были, как на грех, людьми низкорослыми…
Как и для большинства персонажей книги, для этого офицера автор выбрал Василия Александровича прототипом из реальной жизни — участника, как и главный герой, недавней (по шкале времени романа) Русско-турецкой войны.